# Psammogorgia torreyi
Psammogorgia torreyi is een zachte koraalsoort uit de familie Plexauridae. De koraalsoort komt uit het geslacht Psammogorgia. Psammogorgia torreyi werd in 1909 voor het eerst wetenschappelijk beschreven door Nutting. 